# لکس لوتر
الکساندر «لکس» جوزف لوتر (به انگلیسی: Lex Luthor) یک شخصیت خیالی ابرشرور در کتاب‌های کامیک آمریکایی منتشر شده توسط دی‌سی کامیکس است؛ که توسط نویسنده جری سیگل و طراح جو شوستر خلق شده‌است و برای اولین بار، در شمارهٔ ۲۳ از مجلهٔ اکشن کامیکس در آوریل ۱۹۴۰ معرفی شد. او یکی از بزرگ‌ترین دشمنان سوپرمن به‌شمار می‌رود. لکس لوتر تاجر ثروتمند و با نفوذ آمریکایی، مهندسی نابغه، برای شهر متروپلیس و یکی از باهوش‌ترین افراد جهان است.
او  در مجموعه ارروورس با بازی جان کرایر و در فیلم بازگشت سوپرمن با بازی کوین اسپیسی حضور داشته است.